# Nanos Valaoritis
Ioannis Valaoritis, dit Nanos Valaoritis, né le 5 juillet 1921 à Lausanne et mort le 12 septembre 2019, est un poète et écrivain grec. En 2014, il reçoit l'hommage du 43e Festival du Livre grec à Athènes, qui lui est consacré.

## Biographie
Nanos Valaoritis est né en 1921 à Lausanne en Suisse de parents grecs ; son père, Constantin Valaoritis, était diplomate ; sa mère Katerina Leonida descendait d'une famille d'armateurs et de politiciens originaire de Spetsès. Il a grandi en Grèce où il a étudié les classiques et le droit à l'université d'Athènes. Il écrivait aussi de la poésie et, en 1939, à peine âgé de dix-huit ans, il se vit publié dans les pages de la revue de Georges Katsimbalis, Lettres nouvelles, Nea Grammata, aux côtés d’Odysséas Elýtis et de Georges Séféris, et fut immédiatement intégré à leur cercle littéraire. C’était une période inquiétante et pourtant grisante, ces premiers mois de la guerre, durant lesquels Nanos Valaoritis a été témoin de la rencontre primordiale entre Séféris et Katsimbalis avec Henry Miller et Lawrence Durrell, qui devait résonner dans la littérature grecque et anglo-saxonne pendant des années.  
En 1944, Nanos Valaoritis fuit la Grèce occupée par les Allemands, traverse la mer Égée et se dirige ensuite vers le Moyen-Orient et l’Égypte, où il prend contact avec Séféris, qui servait le gouvernement grec en exil en tant que Premier secrétaire de la légation grecque au Caire. En 1944, à l'instigation de Séféris, Nanos Valaoritis se rend à Londres pour développer des liens littéraires entre la Grèce et la Grande-Bretagne. Il rencontre T. S. Eliot, W. H. Auden, Dylan Thomas et Stephen Spender, et il travaille pour Louis MacNeice à la BBC. En plus d’étudier la littérature anglaise à l’Université de Londres, il traduit des poètes grecs modernistes, parmi lesquels Elytis et Andréas Embiríkos, et contribue à Horizon de Cyril Connolly et à La nouvelle écriture de John Lehman. Son premier recueil de poèmes, sous le titre Η Τιμορία των Μάγων (Le Châtiment des sorciers), orné d’illustrations de John Craxton, a été publié à Londres en 1947. Il a ouvert la voie au succès de Séféris dans le monde anglophone en éditant et en traduisant, avec Durrell et Bernard Spencer, le poème Le roi d'Asiné de Séféris, publié en 1948 à l'intention de critiques enthousiastes.
Puis, en 1954, il s'installe à Paris où, tout en étudiant la grammaire mycénienne à la Sorbonne, il occupe une place importante parmi les poètes surréalistes aux côtés d’André Breton. Un soir, lors d'un grand rassemblement à Paris d'écrivains et d'artistes grecs, il rencontre celle qui deviendra sa future femme, Marie Wilson, peintre surréaliste américaine. Marie Wilson était une artiste surréaliste américaine, auteur de Apparitions : Paintings and Drawings. Elle faisait partie du mouvement surréaliste et entretenait des relations très étroites avec André Breton et Picasso. Nanos et elle ont emménagé ensemble et y ont vécu pendant six ans ; leur mariage a duré pendant quarante ans. Ils ont eu trois enfants. 
Après son retour en Grèce en 1960, il édite la revue littéraire Pali, dont il devient aussi le directeur. Mais il choisit de nouveau l’exil au moment de l'arrivée au pouvoir de la junte militaire des colonels : à partir de 1968, il enseigne la littérature comparée et l’écriture créatrice à l’Université de San Francisco, poste qu’il occupe durant vingt-cinq ans. En 1983, il obtient le premier Prix national de poésie pour son recueil Quelques femmes. En décembre 2009, le Grand prix de littérature lui est décerné pour l’ensemble de son œuvre.

## Œuvres

### En français
- Terre de diamant, avec seize dessins de Marie Wilson, éd. Wilson, 1958.
- Quelques Femmes, éd. Thémélio, 1982.
- Poèmes I (1944-1964), éd. Ypsilon, 1983.
- À la limite de l’écriture, éd. Néféli, 1984.
- Poèmes II (1965-1974), éd. Ypsilon, 1987.
- Pour une théorie de l’écriture, éd. Exantas, 1990.

### Traduites en français
- Anidéogrammes, traduit du grec par Gérard Augustin, L’Harmattan (Levée d'ancre), 2007.  (ISBN 978-2-296-02683-4)
- Soleil exécuteur d’une pensée verte, traduit du grec par Gérard Augustin, éditions Digraphe (Littératures étrangères), 1999.  (ISBN 2-84237-031-7)
- Mon Certificat d’éternité, traduit du grec et de l'anglais par Gérard Augustin, L’Harmattan (Levée d'ancre), 2001.  (ISBN 2-7475-1023-9)
- La Boîte de Pandore, suivi de Le château d'Alep, 11 collages de Nanos Valaoritis et 1 dessin de Marie Wilson, traduit du grec par Gérard Augustin, L’Harmattan (Levée d'ancre), 2008.  (ISBN 978-2-296-07509-2)
- Paramythologies, traduit du grec et de l'anglais par Gérard Augustin, L’Harmattan (Levée d'ancre), 2011.  (ISBN 978-2-296-55455-9)

### Bilingue
- Amer carnaval, édition bilingue français/grec, Éd. Les Hommes sans Épaules, 2017.